# Dixon (Kentucky)
Dixon – miasto w Stanach Zjednoczonych, w stanie Kentucky, siedziba administracyjna hrabstwa Webster.